# Camille Dagenais
Pour les articles homonymes, voir Dagenais.
 (septembre 2016).
Si vous disposez d'ouvrages ou d'articles de référence ou si vous connaissez des sites web de qualité traitant du thème abordé ici, merci de compléter l'article en donnant les références utiles à sa vérifiabilité et en les liant à la section « Notes et références ».
Camille A. Dagenais est un ingénieur québécois né à Montréal le 12 novembre 1920 et mort le 18 septembre 2016.

## Biographie
Fils de Gilbert Dagenais et de Charlotte Mitchell.  Marié à Pauline Falardeau, père de trois enfants (Guy, Alain et Claude). Il a reçu son diplôme de l'École Polytechnique de Montréal B.Sc.A. en 1946.  Il a par la suite complété une formation en administration des affaires de Alexander Hamilton Institute (en) et de l'École des Hautes Études Commerciales de Montréal.

### Carrière
- Ingénieur de projet : Surveyer, Nenniger et Chênevert Inc. (SNC) de 1953-1959
- Associé : Surveyer, Nenniger et Chênevert Inc. (SNC) de 1959-1965
- Président et Directeur Général : Surveyer, Nenniger et Chênevert Inc. (SNC) de 1965-1967
- Président et Chef de la Direction (CEO) : Groupe SNC Inc. de 1967-1975
- Président du Conseil : Groupe SNC Inc. de 1982-1986
- Membre du Conseil d'administration : Groupe SNC Inc. de 1986-1991

Note:  En 1991, Groupe SNC inc et Lavalin inc deviennent SNC-Lavalin

### Principales réalisations professionnelles
D'abord ingénieur de projet, puis associé, il a dirigé l'équipe qui a exécuté les études du bassin hydrologique Manicouagan-Outardes puis effectué la conception du barrage Daniel Johnson de la  centrale Manic-5, mandat qui allait déboucher sur la conception des barrages Première Chute et Rapide-des-Iles pour l'Hydro-Québec et du barrage d'Idukki en Inde.  Alors que les contributions à la direction de SNC augmentaient, il allait contribuer à participer à titre de conseiller spécial à la plupart des grands barrages hydro-électriques de SNC (études et mise en valeur de rivières Aoos et Achelos en Grèce, conception du barrages de régularisation des crues de Sidi Saad et El Haouareb en Tunisie, électrification de la province de Qaseem (superficie de 30 000 km2) en Arabie saoudite, LG2 A au Québec et revue de l'étude de faisabilité du barrage des Trois-Gorges en Chine).

### Conseils d'administration où il a siégé en tant que membre
- Air Liquide Canada Inc.
- Association canadienne nucléaire (en)
- Association des ingénieurs du Québec
- Banque du Canada
- Banque royale du Canada
- Cogeco
- Conference Board du Canada
- Groupe Canam-Manac Inc.
- INRS-Institut Armand-Frappier
- Investment Dealers Association of Canada (en)
- Le Groupe Jean Coutu (PJC) Inc.
- Le Groupe SNC Inc.
- L'Industrielle Alliance
- Royal Trust
- Spar Aérospatiale
- Sandwell Swan Wooster (en)
- Université du Québec
- Canadian Good Roads Association

## Distinctions honorifiques
- 1972 -  Officier de l'Ordre du Canada[2]
- 1973 - Fellow de l'Institut canadien des ingénieurs
- 1978 - Membre des Grands Montréalais
- 1979 - Membre de l'Ordre du Mérite
- 1979 - Médaille Julian C. Smith
- 1979 - Prix Mérite de l'Association des diplômés de l'École polytechnique de Montréal
- 1982 -  Compagnon de l'Ordre du Canada[2]
- 1984 - Médaille d'or du Conseil canadien des ingénieurs
- 1985 - Médaille Sir John Kennedy
- 1985 - Premier récipiendaire du prix d'excellence de l'Ordre des ingénieurs du Québec pour services rendus à sa profession.
- 1991 - Membre du Panthéon des personnalités canadiennes des Affaires (Canadian Business Hall of Fame)[3].
- 2010 -  Officier de l'Ordre national du Québec[4]